# رود کورماکاش
رود کورماکاش (انگلیسی: Kurmakash) یک رودخانه در سرزمین پرم کشور روسیه است.